# IWGP Intercontinental Championship

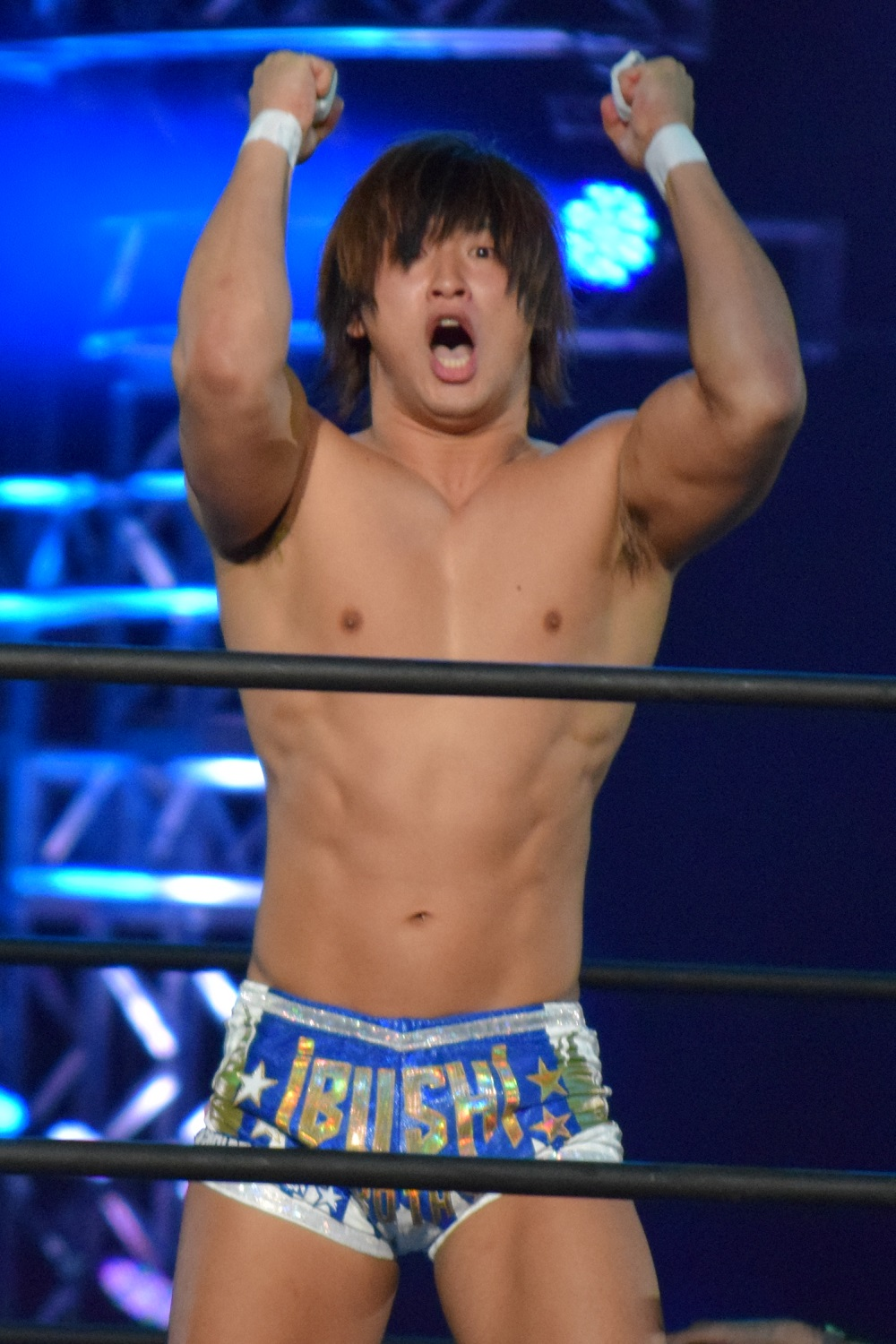
L'ultimo campione Kōta Ibushi

L'IWGP Intercontinental Championship è stato un titolo della federazione New Japan Pro-Wrestling, ed è stato il quinto titolo attivo della federazione e faceva parte del "New Japan Triple Crown" (新日本トリプルクラウン, "Shin Nihon Toripuru Kuraun"), insieme al IWGP Heavyweight Championship e al NEVER Openweight Championship.

## Storia
L'8 aprile 2011 la NJPW annunciò i partecipanti del torneo indetto per decretare il primo IWGP Intercontinental Champion nella storia della federazione giapponese. Il torneo (oltre ad includere i lottatori della stessa NJPW come Kazuchika Okada e Tetsuya Naito), prevedeva anche la partecipazione di wrestler provenienti da altre federazioni come la Total Nonstop Action Wrestling (TNA) e la Ring of Honor (ROH).
Il torneo fu vinto da MVP (ex performer della WWE), che venne incoronato come primo campione intercontinentale il 15 maggio 2011 a Filadelfia in Pennsylvania negli Stati Uniti.
Chris Jericho e Shinsuke Nakamura sono gli unici due wrestler ad aver vinto sia l'IWGP Intercontinental Championship che l'Intercontinental Championship in WWE.
Il 4 marzo 2021 il titolo venne ritirato dopo l'unificazione con l'IWGP Heavyweight Championship da parte di Kōta Ibushi per formare l'IWGP World Heavyweight Championship.

## Albo d'oro
| Simboli | Significato                                                                        |
| ------- | ---------------------------------------------------------------------------------- |
| †       | Indica che il regno titolato non è riconosciuto dalla NJPW                         |
| ()      | Tra parentesi viene indicato la data e il numero di giorni riconosciuti dalla NJPW |

| Legenda  | Legenda |
| -------- | --- |
| #        | Indica il numero del regno titolato |
| Regno    | Viene indicato il numero del regno del campione |
| Data     | La data in cui il titolo è stato vinto; nel caso il titolo è stato vinto in un evento registrato viene indicata anche la data della messa in onda                                |
| Località | La città in cui il titolo è stato vinto |
| Evento   | L'evento dove ha conquistato il titolo |
| Note     | Vengono inserite informazioni come cambio di nome del titolo o cambio della cintura, oltre a specificare in quale incontro (diverso da un match singolo) il titolo è stato vinto |
| Fonti    | Fonti che ne attestino la veridicità |

| #  | Campione          | Regno | Data              | Giorni | Difese | Località                   | Evento                                   | Note                                                                                             | Fonti |
| -- | ----------------- | ----- | ----------------- | ------ | ------ | -------------------------- | ---------------------------------------- | ------------------------------------------------------------------------------------------------ | ----- |
| 1  | MVP               | 1     | 15 maggio 2011    | 148    | 2      | Philadelphia, Pennsylvania | Invasion Tour 2011: Attack on East Coast | MVP sconfisse Toru Yano nella finale del torneo per l'assegnazione del titolo.                   |       |
| 2  | Masato Tanaka     | 1     | 10 ottobre 2011   | 125    | 3      | Tokyo, Giappone            | Destruction '11                          |                                                                                                  |       |
| 3  | Hirooki Goto      | 1     | 12 febbraio 2012  | 161    | 2      | Osaka, Giappone            | The New Beginning                        |                                                                                                  |       |
| 4  | Shinsuke Nakamura | 1     | 22 luglio 2012    | 313    | 8      | Yagamata, Giappone         | Kizuna Road                              |                                                                                                  |       |
| 5  | La Sombra         | 1     | 31 maggio 2013    | 50     | 1      | Città del Messico, Messico | Super Viernes                            |                                                                                                  |       |
| 6  | Shinsuke Nakamura | 2     | 20 luglio 2013    | 168    | 3      | Akita, Giappone            | Kizuna Road                              |                                                                                                  |       |
| 7  | Hiroshi Tanahashi | 1     | 4 gennaio 2014    | 92     | 1      | Tokyo, Giappone            | Wrestle Kingdom 8                        |                                                                                                  |       |
| 8  | Shinsuke Nakamura | 3     | 6 aprile 2014     | 76     | 1      | Tokyo, Giappone            | Invasion Attack                          |                                                                                                  |       |
| 9  | Bad Luck Fale     | 1     | 21 giugno 2014    | 92     | 0      | Osaka, Giappone            | Dominion 6.21                            |                                                                                                  |       |
| 10 | Shinsuke Nakamura | 4     | 21 settembre 2014 | 224    | 3      | Kōbe, Giappone             | Destruction in Kobe                      |                                                                                                  |       |
| 11 | Hirooki Goto      | 2     | 3 maggio 2015     | 147    | 1      | Fukuoka, Giappone          | Wrestling Dontaku                        |                                                                                                  |       |
| 12 | Shinsuke Nakamura | 5     | 27 settembre 2015 | 120    | 2      | Kobe, Giappone             | Destruction in Kobe                      |                                                                                                  |       |
| —  | Vacante           | —     | 25 gennaio 2016   | —      | —      | Tokyo, Giappone            | —                                        | Reso vacante dopo il passaggio di Nakamura in WWE.                                               |       |
| 13 | Kenny Omega       | 1     | 14 febbraio 2016  | 126    | 1      | Nigata, Giappone           | The New Beginning in Nigata              | Omega sconfisse Hiroshi Tanahashi in un match per la riassegnazione del titolo.                  |       |
| 14 | Michael Elgin     | 1     | 19 giugno 2016    | 98     | 1      | Osaka, Giappone            | Dominion 6.19 in Osaka-jo Hall           | In un Ladder match.                                                                              |       |
| 15 | Tetsuya Naito     | 1     | 25 settembre 2016 | 259    | 4      | Kobe, Giappone             | Destruction in Kobe                      |                                                                                                  |       |
| 16 | Hiroshi Tanahashi | 2     | 11 giugno 2017    | 230    | 4      | Osaka, Giappone            | Dominion 6.11 in Osaka-jo Hall           |                                                                                                  |       |
| 17 | Minoru Suzuki     | 1     | 27 gennaio 2018   | 92     | 1      | Sapporo, Giappone          | The New Beginning in Sapporo             |                                                                                                  |       |
| 18 | Tetsuya Naito     | 2     | 29 aprile 2018    | 41     | 0      | Kunamoto, Giappone         | Wrestling Inokuni                        |                                                                                                  |       |
| 19 | Chris Jericho     | 1     | 9 giugno 2018     | 209    | 1      | Osaka, Giappone            | Dominion 6.9 in Osaka-jo Hall            |                                                                                                  |       |
| 20 | Tetsuya Naito     | 3     | 4 gennaio 2019    | 92     | 1      | Tokyo, Giappone            | Wrestle Kingdom 13                       | In un No Disqualification match.                                                                 |       |
| 21 | Kōta Ibushi       | 1     | 6 aprile 2019     | 64     | 1      | New York, New York         | G1 Supercard                             |                                                                                                  |       |
| 22 | Tetsuya Naito     | 4     | 9 giugno 2019     | 105    | 0      | Osaka, Giappone            | Dominion 6.9 in Osaka-jo Hall            |                                                                                                  |       |
| 23 | Jay White         | 1     | 22 settembre 2019 | 104    | 1      | Kobe, Giappone             | Destruction in Kobe                      |                                                                                                  |       |
| 24 | Tetsuya Naito     | 5     | 4 gennaio 2020    | 190    | 2      | Tokyo, Giappone            | Wrestle Kingdom 14 Parte I               |                                                                                                  |       |
| 25 | Evil              | 1     | 12 luglio 2020    | 48     | 1      | Osaka, Giappone            | Dominion in Osaka-jo Hall                | Era in palio anche l'IWGP Heavyweight Championship di Naito.                                     |       |
| 26 | Tetsuya Naito     | 6     | 29 agosto 2020    | 128    | 1      | Tokyo, Giappone            | Summer Struggle in Jingu                 | Era in palio anche l'IWGP Heavyweight Championship di Evil.                                      |       |
| 27 | Kota Ibushi       | 2     | 4 gennaio 2021    | 59     | 4      | Tokyo, Giappone            | Wrestle Kingdom 15 Parte I               | Era in palio anche l'IWGP Heavyweight Championship di Naito.                                     |       |
| —  | Unificato         | —     | 4 marzo 2021      | —      | —      | Tokyo, Giappone            | Anniversary Event                        | Unificato con l'IWGP Heavyweight Championship per formare l'IWGP World Heavyweight Championship. |       |